# Supernatural (NewJeansの曲)
Supernatural（スーパーナチュラル) は韓国の5人組女性アイドルグループNewJeansによる1枚目の日本語シングル。2024年6月21日にADORからリリースされた。

## 概要
「Supernatural」はNewJeans1枚目の日本語シングル。2024年6月21日にタイトル曲はアルバム名と同じく「Supernatural」でB面の名「Right Now」一緒にリリースされた。
直ちに、アルバムはオリコンチャートにて10位を獲得した。1週間後、4位に達した。

## プロモーション
2024年3月27日、「How Sweet」の5月24日にリリースと「Supernatural」の6月21日にリリースがADORから予告された。
5月1日、「Right Now」のティーザーがリリースされた。5月11日、NewJeansと藤原ヒロシの日本と韓国にコラボしたポップアップストアが開設した。6月16日、「Right Now」のミュージックビデオはリリースされた。ビジュアルのため、NewJeansと村上隆が一緒に手を組んだ。
6月14日、「Supernatural」のティーザーがリリースされた。6月21日、「Supernatural」のミュージックビデオがリリースされた。「Supernatural」のリリースの後で、NewJeansは日本へのプロモートを始めた。
6月26-27日、NewJeansは東京ドームで「Bunnies Camp」のファンミーティングを行った。7月5日、「Supernatural」の韓国語訳と2番目のミュージックビデオがリリースされた。

## 収録曲
| #         | タイトル                       | 作詞                                             | 作曲                       | 編曲      | 時間  |
| --------- | ------------------------------ | ------------------------------------------------ | -------------------------- | --------- | ----- |
| 1.        | 「Supernatural」               | Gigi, ミンジ, ファレルウィリアムス, Ylva Dimberg | 250, ウィリアムス, Dimberg | 250       | 03:11 |
| 2.        | 「Right Now」                  | Gigi, Lolo Zouaï, Satomoka                       | Frnk, Zouaï                | Frnk      | 2:40  |
| 3.        | 「Supernatural」(Instrumental) |                                                  | 250, ウィリアムス, Dimberg | 250       | 03:11 |
| 4.        | 「Right Now」(Instrumental)    |                                                  | Frnk, Zouaï                | Frnk      | 2:40  |
| 合計時間: | 合計時間:                      | 合計時間:                                        | 合計時間:                  | 合計時間: | 11:42 |

## 音楽性
250がプロデュースした「Supernatural」のジャンルはニュージャックスウィングで、Manamiとファレルによる2009年の曲「Back of My Mind」の部分を使った。様式はザ・ネプチューンズみたい。

## ミュージックビデオ
「Supernatural」のミュージックビデオはシティポップの様式みたい。
「Right Now」のミュージックビデオパワーパフガールズのイメージがある。